# پولیچنا (استان ماسوویان)
پولیچنا (به لهستانی:  Policzna) یک روستا در لهستان است که در گمینا پولیچنا واقع شده‌است. پولیچنا ۱٬۵۰۰ نفر جمعیت دارد.